# Utrechtsestraat (Arnhem)
De Utrechtsestraat in Arnhem is een straat van circa 500 meter lang die overgaat in de Utrechtseweg. Het is een toegangsweg tot de stad. Het behoort tot het Arnhemse stadsdeel centrum.

Op de vroegste plattegronden van Arnhem is de Utrechtsestraat al te herkennen. De weg was onderdeel van een doorgaande verbinding met de stad Utrecht over de stuwwallen van de Veluwe en de Utrechtse Heuvelrug langs de noordoever van de Rijn. Na de sloop van de vestingmuren in Arnhem werd de straat geleidelijk aan bebouwd. 

Ligging van de buurt Utrechtsestraat in Arnhem

Deze 19de-eeuwse bebouwing is voor een deel verwoest tijdens de Tweede Wereldoorlog en vervangen door wederopbouwarchitectuur.
De straat kenmerkt zich door het oplopende hoogteniveau omdat zij op een stuwwal is aangelegd. Het hoogteverschil tussen de stuwwal en de naastgelegen Rijn is op het hoogste punt, bij het Museum Arnhem, circa 30 meter. De Utrechtsestraat werd daarom vroeger 'Bovenover' genoemd en de straat langs de Rijn 'Onderlangs'.
De zuidelijke gevelrij vanaf Utrechtsestraat nr. 59 kenmerkt zich door smalle, lange overwoekerde tuinen die steil langs de stuwwal naar beneden lopen.
De 19de-eeuwse huizen aan de Utrechtsestraat hebben bijna allemaal de status van gemeentelijk monument. Zij vormen een goed beeld van hoe de ontwikkeling van de stad zich eind 19de eeuw na de aanleg van de spoorlijn manifesteerde in nieuwe buurten waar rijken hun huizen lieten bouwen. Niet alleen stedenbouwkundig is de straat van belang maar ook stilistisch omdat de huizen een goede afspiegeling vormen van het toen heersende neoclassicisme.

## Historie

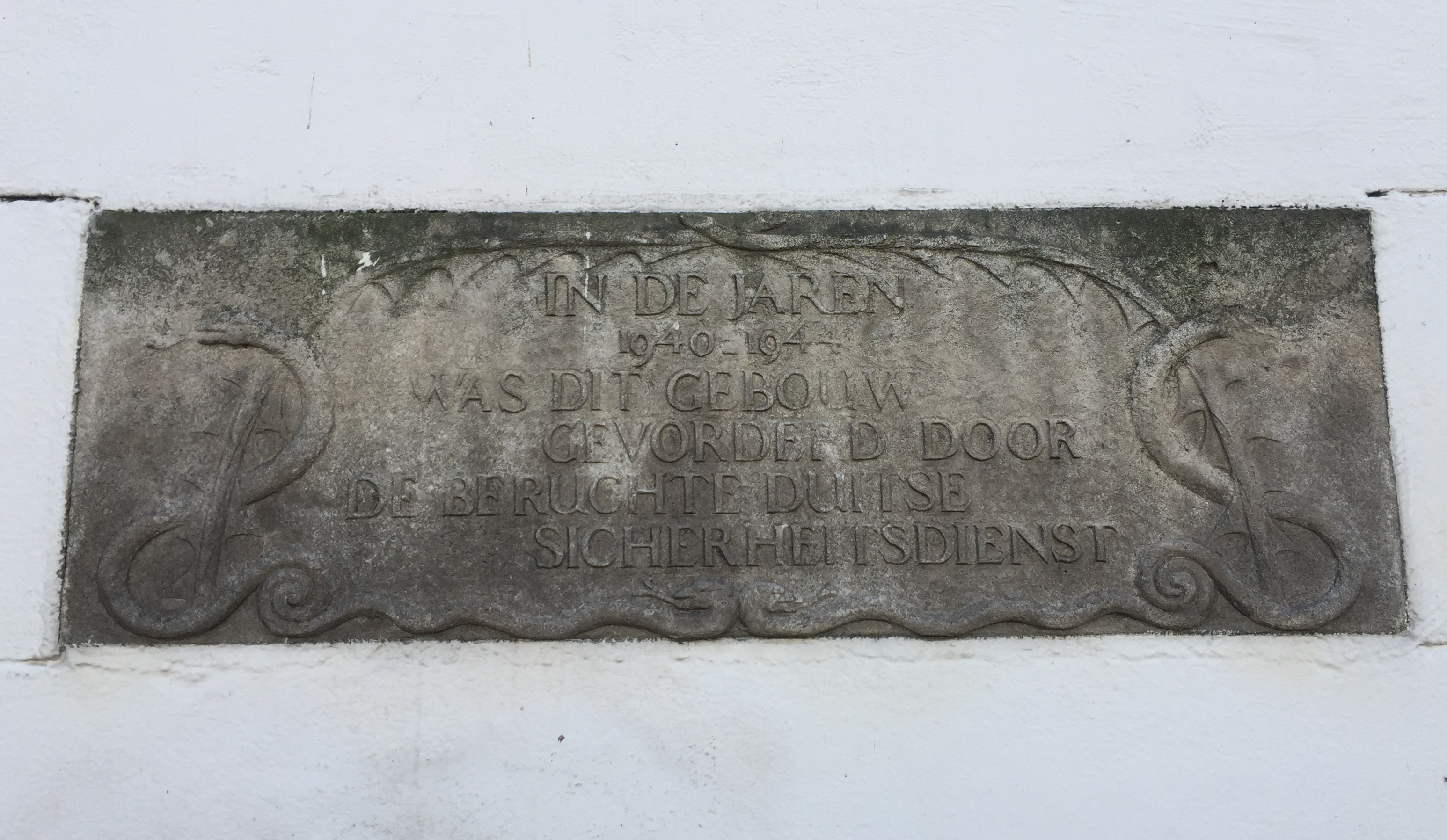
Plaquette aan het Kratongebouw, Utrechtseweg 85

De eerste bebouwde plek aan de westkant van Arnhem ter hoogte van de Utrechtseweg vormt de Joodse begraafplaats, die hier in circa 1755 werd aangelegd. Dit hoogste deel werd ook wel de Sinckenbergh genoemd, omdat dit deel van de Zandberg in 1660 instortte. Deze kleine begraafplaats, die door hekken wordt begrensd, is nog steeds te bekijken.
Het is niet precies bekend hoe de huizenrij zich heeft ontwikkeld. Waarschijnlijk is dat aan de noordzijde van de straat zich de eerste huizen hebben ontwikkeld, omdat deze toen dienstdeden als dienstwoningen en stallen voor het Hotel Bellevue, dat op de plek van het huidige Alliander-kantoor stond. Deze huizen zijn de nrs. 60, 62 en 64. Het bouwjaar hiervan wordt op 1870 geschat, de voorgevels op 1890. Het bouwjaar van nr. 58 wordt vroeger, op 1860, geschat.
De bouwgegevens van vóór 1917 uit het gemeentearchief zijn verloren gegaan in de oorlog.
Na de oorlog is een aantal huizen aan de linkerzijde van het Kraton verdwenen. Ook op de plek waar nu het kantoor van de SNS-Bank staat, stonden vroeger huizen. Bij de beschrijving van de monumentale status van de 19de-eeuwse huizen in de straat, wordt er gesuggereerd dat de Arnhemse projectontwikkelaar en architect Hendrik Willem Fromberg hierbij betrokken zou zijn geweest. Fromberg was ten noorden van de spoorlijn actief in het bouwen van neoclassicistische herenhuizen.

## Tweede Wereldoorlog
Tijdens de Slag om Arnhem in 1944 vonden er op de Utrechtseweg en de Utrechtsestraat gevechten plaats tussen Britten en Duitsers. De Duitsers voorzagen erin de Britten te overmannen zodat ze niet tot de Rijnbrug zouden komen. Van deze dagen zijn foto's te vinden op de site van het Duitse BundesArchiv. Deze foto's zijn genomen door een Duitse propaganda-fotograaf.